# Elecciones federales de México de 1985 en Baja California
Las Elecciones federales en Baja California de 1985 se llevaron a cabo el domingo 7 de julio de 1985, y en ellas fueron renovados los titulares de los siguientes cargos de elección popular del estado mexicano de Baja California:
- Diputados Federales de Baja California: 6 Electos por mayoría relativa elegidos en cada uno de los Distritos electorales, mientras otros son elegidos mediante representación proporcional.

## Organización
La realización de las elecciones federal corrió a cargo de nueva cuenta de la Comisión Federal Electoral, órgano de la Secretaría de Gobernación en México. Los partidos políticos nacionales que participaron fueron 9, teniendo solo como novedad el Partido Mexicano de los Trabajadores. 
La lista de candidaturas fue publicada el 10 de abril de 1985 en el DOF.

## Elecciones

### Distrito 1
| Cámara de Diputados          | Cámara de Diputados    | Cámara de Diputados          | Cámara de Diputados                         | Resultados | Resultados |
| Candidato                    | Candidato              | Candidato                    | Partido                                     | Votos      | Porcentaje |
| ---------------------------- | ---------------------- | ---------------------------- | ------------------------------------------- | ---------- | ---------- |
| Alfredo Arenas Rodríguez     |                        | Alfredo Arenas Rodríguez     | Partido Acción Nacional                     | —          | —          |
| Luis Ignacio López Moctezuma |                        | Luis Ignacio López Moctezuma | Partido Revolucionario Institucional        | —          | —          |
| Gorgonio Hernández Monroy    |                        | Gorgonio Hernández Monroy    | Partido Popular Socialista                  | —          | —          |
| Eugenio Hernández Pérez      |                        | Eugenio Hernández Pérez      | Partido Auténtico de la Revolución Mexicana | —          | —          |
| Carlos Rivera Avilez         |                        | Carlos Rivera Avilez         | Partido Demócrata Mexicano                  | —          | —          |
| Mario Alcaraz Noceda         |                        | Mario Alcaraz Noceda         | Partido Socialista de los Trabajadores      | —          | —          |
| Federico Alarcón Carrillo    |                        | Federico Alarcón Carrillo    | Partido Socialista Unificado de México      | —          | —          |
| Marco Álvarez Noceda         |                        | Marco Álvarez Noceda         | Partido Revolucionario de los Trabajadores  | —          | —          |
| Micaela Nazar                |                        | Micaela Nazar                | Partido Mexicano de los Trabajadores        | —          | —          |
| Total de votos válidos       | Total de votos válidos | Total de votos válidos       | Total de votos válidos                      |            | —          |

### Distrito 2
| Cámara de Diputados               | Cámara de Diputados    | Cámara de Diputados               | Cámara de Diputados                         | Resultados | Resultados |
| Candidato                         | Candidato              | Candidato                         | Partido                                     | Votos      | Porcentaje |
| --------------------------------- | ---------------------- | --------------------------------- | ------------------------------------------- | ---------- | ---------- |
| Rosa María Oviedo Rábago          |                        | Rosa María Oviedo Rábago          | Partido Acción Nacional                     | —          | —          |
| Rafael Saínz Moreno               |                        | Rafael Saínz Moreno               | Partido Revolucionario Institucional        | —          | —          |
| Javier Heredia Talavera           |                        | Javier Heredia Talavera           | Partido Popular Socialista                  | —          | —          |
| Elías Galindo López               |                        | Elías Galindo López               | Partido Auténtico de la Revolución Mexicana | —          | —          |
| Oscar Javier Valenzuela           |                        | Oscar Javier Valenzuela           | Partido Demócrata Mexicano                  | —          | —          |
| Javier Heredia Talavera           |                        | Javier Heredia Talavera           | Partido Socialista de los Trabajadores      | —          | —          |
| José Antonio Ernesto López Aldana |                        | José Antonio Ernesto López Aldana | Partido Socialista Unificado de México      | —          | —          |
| Enrique Merino Gómez              |                        | Enrique Merino Gómez              | Partido Revolucionario de los Trabajadores  | —          | —          |
| Javier Heredia Talavera           |                        | Javier Heredia Talavera           | Partido Mexicano de los Trabajadores        | —          | —          |
| Total de votos válidos            | Total de votos válidos | Total de votos válidos            | Total de votos válidos                      |            | —          |

### Distrito 3
| Cámara de Diputados          | Cámara de Diputados    | Cámara de Diputados          | Cámara de Diputados                         | Resultados | Resultados |
| Candidato                    | Candidato              | Candidato                    | Partido                                     | Votos      | Porcentaje |
| ---------------------------- | ---------------------- | ---------------------------- | ------------------------------------------- | ---------- | ---------- |
| Raúl Gutiérrez González      |                        | Raúl Gutiérrez González      | Partido Acción Nacional                     | —          | —          |
| Enrique Pelayo Torres        |                        | Enrique Pelayo Torres        | Partido Revolucionario Institucional        | —          | —          |
| Jesús Héctor Guerrero Guerra |                        | Jesús Héctor Guerrero Guerra | Partido Popular Socialista                  | —          | —          |
| Benjamín Urias Cabrera       |                        | Benjamín Urias Cabrera       | Partido Auténtico de la Revolución Mexicana | —          | —          |
| José María Aviña Yepis       |                        | José María Aviña Yepis       | Partido Demócrata Mexicano                  | —          | —          |
| Juan Benito Garcia Sánchez   |                        | Juan Benito Garcia Sánchez   | Partido Socialista de los Trabajadores      | —          | —          |
| Angel Díaz Prado             |                        | Angel Díaz Prado             | Partido Socialista Unificado de México      | —          | —          |
| Juan Benito Garcia Sánchez   |                        | Juan Benito Garcia Sánchez   | Partido Revolucionario de los Trabajadores  | —          | —          |
| Juan Benito Garcia Sánchez   |                        | Juan Benito Garcia Sánchez   | Partido Mexicano de los Trabajadores        | —          | —          |
| Total de votos válidos       | Total de votos válidos | Total de votos válidos       | Total de votos válidos                      |            | —          |

### Distrito 4
| Cámara de Diputados    | Cámara de Diputados    | Cámara de Diputados    | Cámara de Diputados                         | Resultados | Resultados |
| Candidato              | Candidato              | Candidato              | Partido                                     | Votos      | Porcentaje |
| ---------------------- | ---------------------- | ---------------------- | ------------------------------------------- | ---------- | ---------- |
|                        |                        | —                      | Partido Acción Nacional                     | —          | —          |
|                        |                        | —                      | Partido Revolucionario Institucional        | —          | —          |
|                        |                        | —                      | Partido Popular Socialista                  | —          | —          |
|                        |                        | —                      | Partido Auténtico de la Revolución Mexicana | —          | —          |
|                        |                        | —                      | Partido Demócrata Mexicano                  | —          | —          |
|                        |                        | —                      | Partido Socialista de los Trabajadores      | —          | —          |
|                        |                        | —                      | Partido Socialista Unificado de México      | —          | —          |
|                        |                        | —                      | Partido Revolucionario de los Trabajadores  | —          | —          |
|                        |                        | —                      | Partido Mexicano de los Trabajadores        | —          | —          |
| Total de votos válidos | Total de votos válidos | Total de votos válidos | Total de votos válidos                      |            | —          |

### Distrito 5
| Cámara de Diputados    | Cámara de Diputados    | Cámara de Diputados    | Cámara de Diputados                         | Resultados | Resultados |
| Candidato              | Candidato              | Candidato              | Partido                                     | Votos      | Porcentaje |
| ---------------------- | ---------------------- | ---------------------- | ------------------------------------------- | ---------- | ---------- |
|                        |                        | —                      | Partido Acción Nacional                     | —          | —          |
|                        |                        | —                      | Partido Revolucionario Institucional        | —          | —          |
|                        |                        | —                      | Partido Popular Socialista                  | —          | —          |
|                        |                        | —                      | Partido Auténtico de la Revolución Mexicana | —          | —          |
|                        |                        | —                      | Partido Demócrata Mexicano                  | —          | —          |
|                        |                        | —                      | Partido Socialista de los Trabajadores      | —          | —          |
|                        |                        | —                      | Partido Socialista Unificado de México      | —          | —          |
|                        |                        | —                      | Partido Revolucionario de los Trabajadores  | —          | —          |
|                        |                        | —                      | Partido Mexicano de los Trabajadores        | —          | —          |
| Total de votos válidos | Total de votos válidos | Total de votos válidos | Total de votos válidos                      |            | —          |

### Distrito 6
| Cámara de Diputados    | Cámara de Diputados    | Cámara de Diputados    | Cámara de Diputados                         | Resultados | Resultados |
| Candidato              | Candidato              | Candidato              | Partido                                     | Votos      | Porcentaje |
| ---------------------- | ---------------------- | ---------------------- | ------------------------------------------- | ---------- | ---------- |
|                        |                        | —                      | Partido Acción Nacional                     | —          | —          |
|                        |                        | —                      | Partido Revolucionario Institucional        | —          | —          |
|                        |                        | —                      | Partido Popular Socialista                  | —          | —          |
|                        |                        | —                      | Partido Auténtico de la Revolución Mexicana | —          | —          |
|                        |                        | —                      | Partido Demócrata Mexicano                  | —          | —          |
|                        |                        | —                      | Partido Socialista de los Trabajadores      | —          | —          |
|                        |                        | —                      | Partido Socialista Unificado de México      | —          | —          |
|                        |                        | —                      | Partido Revolucionario de los Trabajadores  | —          | —          |
|                        |                        | —                      | Partido Mexicano de los Trabajadores        | —          | —          |
| Total de votos válidos | Total de votos válidos | Total de votos válidos | Total de votos válidos                      |            | —          |

## Resultados
En las elecciones participaron 9 partidos políticos nacionales, con la posibilidad de registrar candidatos, de manera individual, formando coaliciones electorales entre dos o más partidos, o registrando candidaturas comunes, es decir registrar a un mismo candidato aunque cada partido compita de manera independiente.

### Diputados federales
| Partido | Partido                                     | Diputados |
| ------- | ------------------------------------------- | --------- |
|         | Partido Acción Nacional                     | 0         |
|         | Partido Revolucionario Institucional        | 6         |
|         | Partido Popular Socialista                  | 0         |
|         | Partido Auténtico de la Revolución Mexicana | 0         |
|         | Partido Demócrata Mexicano                  | 0         |
|         | Partido Socialista de los Trabajadores      | 0         |
|         | Partido Socialista Unificado de México      | 0         |
|         | Partido Revolucionario de los Trabajadores  | 0         |
|         | Partido Mexicano de los Trabajadores        | 0         |
|         | Partido Patriótico Revolucionario           | 0         |
| Total   | Total                                       | 6         |

### Diputaciones electas
| Distrito | Nombre                      | Partido |
| -------- | --------------------------- | ------- |
| I        | Luis López Moctezuma Torres |         |
| II       | Rafael Sainz Moreno         |         |
| III      | Enrique Pelayo Torres       |         |
| IV       | Margarita Ortega Villa      |         |
| V        | Rogelio Preciado Cisneros   |         |
| VI       | Jorge Salceda Vargas        |         |